# Estado-Maior da Armada
O Estado-Maior da Armada MHTE • MHC (EMA) é o órgão multidisciplinar de apoio à decisão do comando da Marinha Portuguesa. É chefiado por um vice-almirante com o título de "Vice-Chefe do Estado-Maior da Armada". 
De observar que o comandante da Marinha mantém a designação tradicional de "Chefe do Estado-Maior da Armada", apesar de já não lhe competir a chefia direta deste órgão.
A 4 de novembro de 2018, foi agraciado com o grau de Membro-Honorário da Ordem Militar da Torre e Espada, do Valor, Lealdade e Mérito. A 10 de junho de 2021, foi agraciado com o grau de Membro-Honorário da Ordem Militar de Cristo.

## Organização
O Estado-Maior da Armada organiza-se em seis divisões: 
1. Divisão de Pessoal e Organização;
2. Divisão de Informações;
3. Divisão de Operações;
4. Divisão de Logística do Material;
5. Divisão de Planeamento;
6. Divisão de Comunicações e Sistemas de Informação.

## Lista de oficiais que exerceram a chefia do Estado-Maior da Armada

### Major-general da Armada (1918-1919)
| Posto          | Nome                             | Tomada de posse    |
| Vice-almirante | Álvaro António da Costa Ferreira | 9 de junho de 1915 |

### Chefes do Estado-Maior Naval (1919-1921)
| Posto            | Nome                      | Tomada de posse       |
| Contra-almirante | Manuel Eduardo Correia    | 30 de outubro de 1919 |
| Vice-almirante   | Pedro de Azevedo Coutinho | 16 de março de 1927   |

### Chefe do Estado-Maior da Armada (1921-1930)
| Posto            | Nome                     | Tomada de posse       |
| Contra-almirante | Inácio Frederico Loforte | 5 de dezembro de 1921 |

### Chefes do Estado-Maior Naval (1930-1955)
| Posto            | Nome                                   | Tomada de posse        |
| Contra-almirante | Luís Constantino Lima                  | 31 de dezembro de 1930 |
| Contra-almirante | José Dionísio Carneiro de Sousa e Faro | 23 de dezembro de 1931 |
| Contra-almirante | Luís António de Magalhães Correia      | 11 de outubro de 1932  |
| Contra-almirante | João Augusto de Oliveira Muzanty       | 22 de maio de 1934     |
| Contra-almirante | António de Macedo Ramalho Ortigão      | 8 de julho de 1937     |
| Contra-almirante | Alfredo Botelho de Sousa               | 1 de abril de 1939     |
| Contra-almirante | António Garcia de Sousa Ventura        | 26 de março de 1941    |
| Contra-almirante | João António Correia Pereira           | 23 de janeiro de 1946  |
| Contra-almirante | Fernando de Oliveira Pinto             | 31 de dezembro de 1948 |
| Contra-almirante | Jaime dos Santos da Cunha Gomes        | 10 de dezembro de 1949 |

### Chefes do Estado-Maior da Armada (1955-1974)
| Posto          | Nome                                            | Tomada de posse        |
| Vice-almirante | José Augusto Guerreiro de Brito                 | 22 de novembro de 1955 |
| Vice-almirante | Joaquim de Sousa Uva                            | 24 de novembro de 1960 |
| Vice-almirante | Armando Júlio de Roboredo e Silva               | 9 de janeiro de 1963   |
| Vice-almirante | Fernando Eduardo Pinto de Ornelas e Vasconcelos | 11 de janeiro de 1970  |
| Vice-almirante | Eugénio Ferreira de Almeida                     | 14 de junho de 1973    |

### Vice-chefes do Estado-Maior da Armada (a partir de 1974)
| Posto            | Nome                                                             | Tomada de posse        |
| Contra-almirante | Alberto Amaral Marques de Abrantes                               | 8 de maio de 1974      |
| Contra-almirante | Armando Eugénio de Castro Rodrigues Filgueiras Soares            | 14 de julho de 1975    |
| Contra-almirante | Leonel Alexandre Gomes Cardoso                                   | 1 de janeiro de 1976   |
| Vice-almirante   | Henrique Afonso da Silva Horta                                   | 20 de setembro de 1976 |
| Vice-almirante   | João Paulo Bustorff Guerra                                       | 31 de outubro de 1978  |
| Vice-almirante   | Gabor Albert Ferdinand Ziegler Patcoczy                          | 8 de abril de 1983     |
| Vice-almirante   | Henrique António Champel Serpa Q. A. e Lima Matos de Vasconcelos | 28 de julho de 1983    |
| Vice-almirante   | Jorge Rasquilho Raposo                                           | 20 de dezembro de 1985 |
| Vice-almirante   | António Emílio de Almeida Azevedo Barreto Ferraz Sacchetti       | 17 de março de 1988    |
| Vice-almirante   | Fernando Manuel Palla Machado da Silva                           | 29 de novembro de 1989 |
| Vice-almirante   | António José Malheiro Garcia                                     | 27 de abril de 1994    |
| Vice-almirante   | António Maria Quesada Andrade                                    | 17 de maio de 1995     |
| Vice-almirante   | José Augusto de Moraes Sarmento Gouveia                          | 31 de julho de 1996    |
| Vice-almirante   | Jaime Barata Botelho                                             | 15 de abril de 1997    |
| Vice-almirante   | Alexandre Daniel Cunha Reis Rodrigues                            | 3 de dezembro de 1999  |
| Vice-almirante   | Luís Manuel Lucas Mota e Silva                                   | 14 de novembro de 2000 |
| Vice-almirante   | Francisco António Torres Vidal Abreu                             | 5 de julho de 2002     |
| Vice-almirante   | António João Neves de Bettencourt                                | 29 de novembro de 2002 |
| Vice-almirante   | João Manuel Lopes Pires Neves                                    | 22 de outubro de 2004  |
| Vice-almirante   | Victor Manuel Bento e Lopo Cajarabille                           | 15 de dezembro de 2005 |
| Vice-almirante   | Rui Cardoso de Telles Palhinha                                   | 25 de maio de 2007     |